# ویتنی (آلبوم)
«ویتنی» (به انگلیسی: Whitney) آلبومی از ویتنی هیوستون است که در سال ۱۹۸۷ میلادی منتشر شد.